# Цао Чжунжун
Цао Чжунжун  (кит.: 曹 忠荣, 3 листопада 1981) — китайський сучасний п'ятиборець, олімпійський медаліст.

## Виступи на Олімпіадах
| Олімпіада   | Дисципліна | Місце |
| ----------- | ---------- | ----- |
| Пекін 2008  | особисті   | 30    |
| Лондон 2012 | особисті   | 2     |
| Ріо 2016    | особисті   | 16    |